# 톰 먼로
톰 먼로(Tom Monroe, 1919년 9월 2일 ~ 1993년 12월 2일)는 미국의 영화배우이다.
웨이코에서 태어났으며 로스앤젤레스에서 사망하였다.

## 영화
- 말로우 (1969년)
- 리오 브라보 (1959년)
- 피터 건 (1958년)
- 자이언트 (1956년)
- 샤이안 (1955년)
- 주피터의 애인 (1955년)
- 맨 위드 더 스틸 위프 (1954년)
- 네안데르탈 남자 (1953년)
- 캘러미티 제인 (1953년)
- 투 로스트 월드 (1951년)
- 드럼스 인 더 딥 사우스 (1951년)
- 톨 타겟 (1951년)